# Comuna Vareaj, Sokal
Vareaj (în ucraineană Варяж) este o comună în raionul Sokal, regiunea Liov, Ucraina, formată din satele Leșkiv, Lubnivka, Rusîn și Vareaj (reședința).

## Demografie
Componența lingvistică a comunei Vareaj
     Ucraineană (99,39%)
     Alte limbi (0,55%)
Conform recensământului din 2001, majoritatea populației comunei Vareaj era vorbitoare de ucraineană (99,39%), existând în minoritate și vorbitori de alte limbi.